# Животна средина: морални и политички изазови (књига)
Животна средина: морални и политички изазови је стручна књига, зборник из области екологије коју су приредили Јелена Ђурић, Срђан Продановић и Предраг Крстић, објављена 2012. године у заједничком издању Службеног гласника и Института за филозофију и друштвену теорију.
Стручну редакцију превода урадили су Предраг Крстић и Срђан Продановић.

## О књизи
Зборник Животна средина: морални и политички изазови је скуп текстова у којима је изнет став о глобалном загревању и равнотежи еколошких система и о томе како је интервенција људи у животној средини одлучујући фактор или чак узрок таквих неприлика.
Говори о просуђивању о делотворности наших настојања да се санирају или макар ублаже последице промена биосфере: о томе како можемо да се помиримо с њиховом неминовношћу и припремати за реаклиматизацију, или у пуној свести о ограничености домета али и неопходности активног учешћа предузети мере видања, заштите и рехабилитације природе. О веровању у „технолошку довитљивост“ као проверену способност човечанства да компензује штету коју наноси животној средини и себи, али и осудити читаву технонаучну опредељеност цивилизације, те трагати за новом парадигмом односа с околином.
Зборник Животна средина: морални и политички изазови је рађен с идејом да – дисциплинарним представљањем и с обзиром на идејну оријентацију различитих приступа – омогући увид у неке видове сложености еколошке запитаности. Текстови у зборнику су пробрани тако да провоцирају даља истраживања поимања (односа) нас и околине и истовремено понуде пресек актуелног стања дебате унутар мање општих, препознатљивих и „опипљивих“ тема које спадају у домен екологије, попут климатских промена, одрживог развоја или очувања биодиверзитета.
У зборнику су изнета савремена разматрања неких еколошких проблема попут климатских промена и очувања биодиверзитета. Дат нам је избор да ли ћемо се помирити са тим да се клима мења и да њено мењање директно утиче на здравље људи или ћемо се активно ангажовати и учествовати у заштити природе. Одговори на све више еколошких изазова је сложен и књига нуди неколико решења која се могу, али и не морају узети у обзир.